# Avena strigosa
L'avena forestiera (Avena strigosa Schreb., 1771) è una pianta angiosperma monocotiledone appartenente alla famiglia delle Poacee (o Gramineae, nom. cons.).

## Etimologia
Il nome generico (Avena) deriva da un nome latino per avena (nome volgare della pianta coltivata sin dall'antichità). L'epiteto specifico (strigosa) indica che alcune parti della pianta sono ricoperte da peli corti e setolosi.
Il nome scientifico della specie è stato definito dal entomologo e naturalista tedesco Johann Christian Daniel von Schreber (Weißensee, 17 gennaio 1739 – Erlangen, 10 dicembre 1810) nella pubblicazione "Spicilegium Florae Lipsicae. Lipsiae" (Spic. Fl. Lips. 52 - 1771) del 1771.

## Descrizione

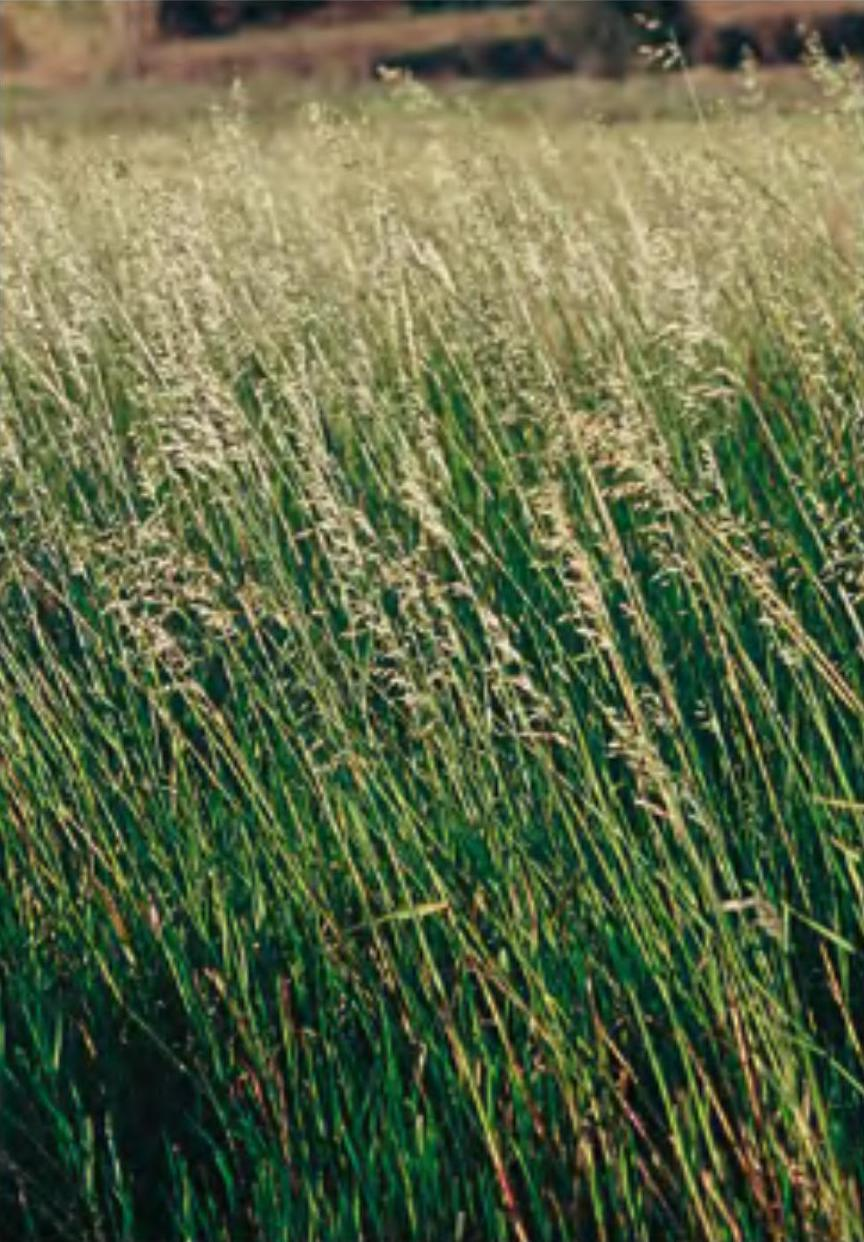
Il portamento

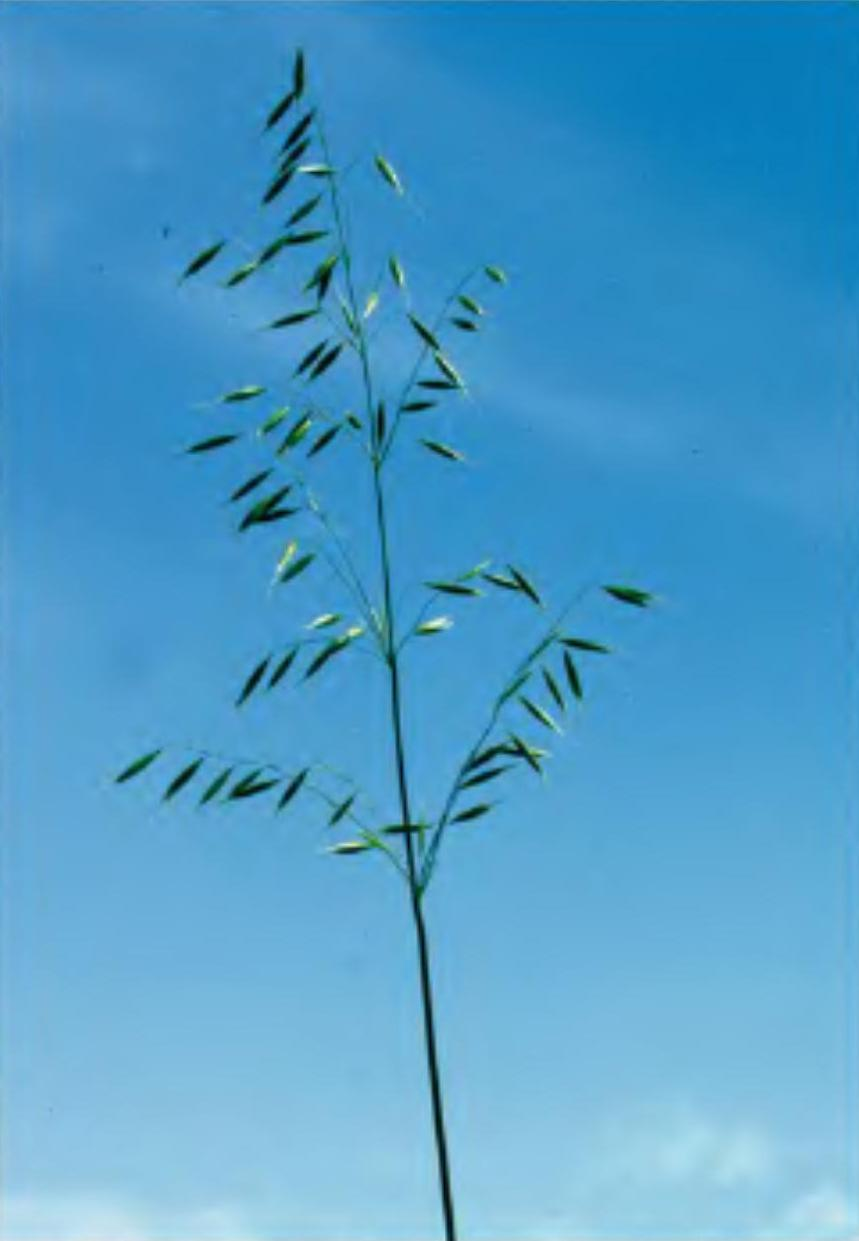
Infiorescenza

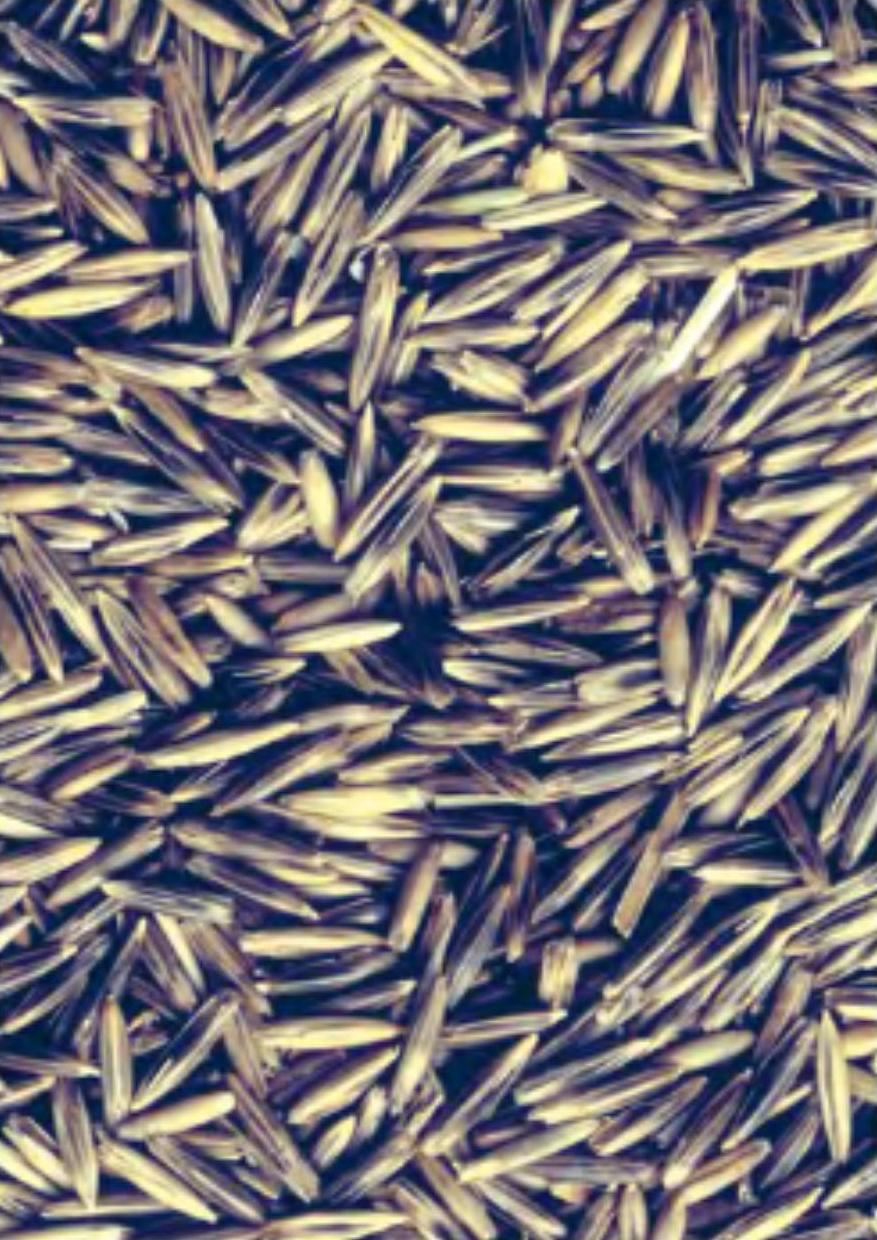
I grani

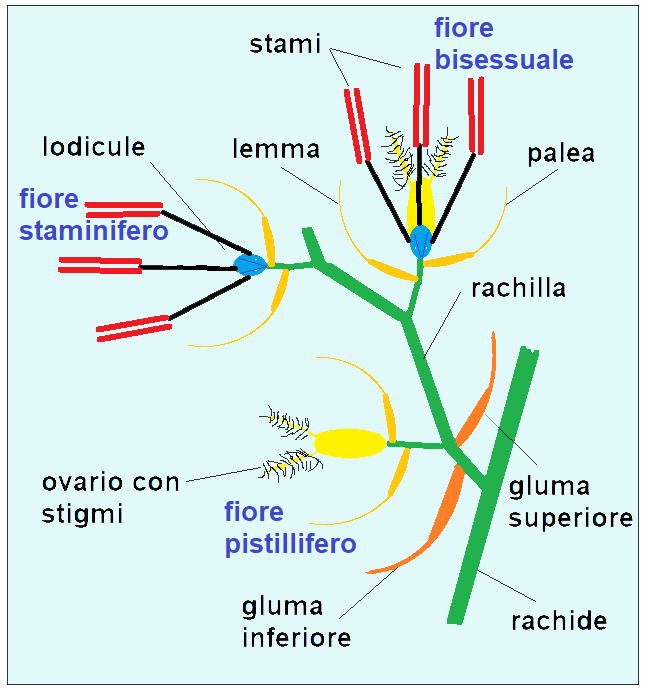
Spighetta generica con tre fiori diversi

Queste piante arrivano ad una altezza di 5 - 9 dm (massimo 120 cm). La forma biologica è terofita scaposa (T scap), ossia in generale sono piante erbacee che differiscono dalle altre forme biologiche poiché, essendo annuali, superano la stagione avversa sotto forma di seme e sono munite di asse fiorale eretto e spesso privo di foglie.

### Radici
Le radici sono fascicolate avventizie

### Fusto
La parte aerea del fusto è un culmo ascendente, eretto o genicolato.

### Foglie
Le foglie lungo il culmo sono disposte in modo alterno, sono distiche e si originano dai vari nodi. Sono composte da una guaina, una ligula e una lamina. Le venature sono parallelinervie. Non sono presenti i pseudopiccioli e, nell'epidermide delle foglia, le papille. Sono presenti delle foglie cauline.
- Guaina: la guaina è abbracciante il fusto e in genere è priva di auricole.
- Ligula: la ligula è membranosa e cigliata. Lunghezza 2 – 5 mm.
- Lamina: la lamina ha delle forme lineari e piatte (nastriformi) con apice acuminato; la superficie è scabra. Dimensione della lamina: larghezza 5 – 10 mm; lunghezza 8 – 25 cm

### Infiorescenza
Infiorescenza principale (sinfiorescenza o semplicemente spiga): le infiorescenze hanno la forma di una pannocchia unilaterale (o piramidale o aperta) annuente e sono formate da diverse spighette pendenti. La fillotassi dell'inflorescenza inizialmente è a due livelli (o a due ranghi), anche se le successive ramificazioni la fanno apparire a spirale. I rami della pannocchia sono scabri. Dimensioni della pannocchia: larghezza 3 – 10 cm; lunghezza 8 – 30 cm.

### Spighetta
Infiorescenza secondaria (o spighetta): le spighette, compresse lateralmente, sottese da due brattee distiche e strettamente sovrapposte chiamate glume (inferiore e superiore), sono formate da 2 - 6 fiori. Alla base di ogni fiore sono presenti due brattee: la palea e il lemma. I fiori non sono articolati sul rachide (sono persistenti all'interno delle glume); quindi è il rachide stesso che si rompe con tutti i fiori. Lunghezza delle spighette: 8 – 20 mm.
- Glume: le glume sono minori del lemma.
- Palea: la palea è un profillo lanceolato con alcune venature e margini cigliati.
- Lemma: il lemma, con forme lanceolate, all'apice è bidentato (o bifido) ed è glabro oppure è pubescente.

### Fiore
I fiori fertili sono attinomorfi formati da 3 verticilli: perianzio ridotto, androceo  e gineceo.
- Formula fiorale:[7]

*, P 2, A (1-)3(-6), G (2–3) supero, cariosside.
- Il perianzio è ridotto e formato da due lodicule, delle squame traslucide, poco visibili (forse relitto di un verticillo di 3 sepali). Le lodicule sono membranose e non vascolarizzate.
- L'androceo è composto da 3 stami ognuno con un breve filamento libero, una antera sagittata e due teche. Le antere, lunghe fino a 4 mm, sono basifisse con deiscenza da una fessura laterale longitudinale. Il polline è monoporato.
- Il gineceo è composto da 3-(2) carpelli connati formanti un ovario supero. L'ovario, pubescente dappertutto, ha un solo loculo con un solo ovulo subapicale (o quasi basale). L'ovulo è anfitropo e semianatropo e tenuinucellato o crassinucellato. Lo stilo è breve con due stigmi papillosi e distinti.
- Fioritura: da maggio a agosto.

### Frutti
I frutti sono cariossidi, ossia sono piccoli chicchi indeiscenti, con forme ovoidali, nei quali il pericarpo è formato da una sottile parete che circonda il singolo seme. In particolare il pericarpo è fuso al seme ed è aderente. L'endocarpo non è indurito e l'ilo è lungo e lineare. L'embrione è provvisto di epiblasto; ha inoltre un solo cotiledone altamente modificato (scutello senza fessura) in posizione laterale. I margini embrionali della foglia non si sovrappongono. A volte l'endosperma è liquido.

## Biologia
Come gran parte delle Poaceae, le specie di questo genere si riproducono per impollinazione anemogama. Gli stigmi più o meno piumosi sono una caratteristica importante per catturare meglio il polline aereo. La dispersione dei semi avviene inizialmente a opera del vento (dispersione anemocora) e una volta giunti a terra grazie all'azione di insetti come le formiche (mirmecoria). In particolare i frutti di queste erbe possono sopravvivere al passaggio attraverso le budella dei mammiferi e possono essere trovati a germogliare nello sterco.

## Distribuzione e habitat

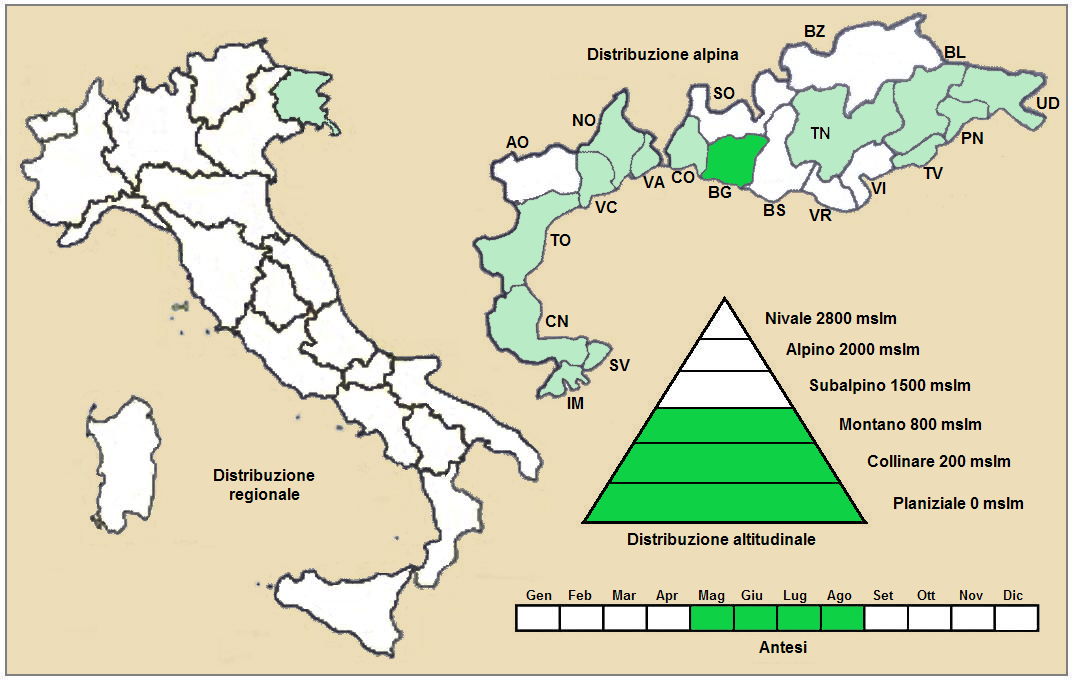
Distribuzione della pianta
(Distribuzione regionale – Distribuzione alpina)

- Geoelemento: il tipo corologico (area di origine) è Mediterraneo.
- Distribuzione: in Italia è considerata una specie "esotica naturalizzata" e si trova nel Friuli-Venezia Giulia. Nelle Alpi è presente nella provincia di Bergamo. Fuori dall'Italia, sempre nelle Alpi, questa specie si trova in Francia (dipartimenti di Hautes-Alpes, Alpes-Maritimes e Isère) e in Svizzera (cantone Grigioni). Sugli altri rilievi europei collegati alle Alpi si trova nel Massiccio Centrale.[15]
- Habitat: gli habitat tipici per questa pianta sono i campi, le colture, gli ambienti ruderali e le aree abbandonate. Il substrato preferito è calcareo ma anche siliceo con pH neutro, medi valori nutrizionali del terreno che deve essere secco.[15]
- Distribuzione altitudinale: sui rilievi queste piante si possono trovare fino a circa 2.000 m s.l.m.; frequentano quindi i seguenti piani vegetazionali: collinare e montano (oltre a quello planiziale – a livello del mare).

### Fitosociologia
Dal punto di vista fitosociologico alpino Avena strigosa appartiene alla seguente comunità vegetale:
- Formazione: delle comunità terofitiche pioniere nitrofile.

- Classe: Stellarietea mediae

- Ordine: Centaureetalia cyani

- Alleanza: Scleranthion annui

- Associazione: Scleranthenion annui / Apanion arvensis

## Tassonomia
La famiglia delle Poacee comprende circa 800 generi e oltre 9.000 specie. È una delle famiglie più numerose e più importanti del gruppo delle monocotiledoni. La famiglia è suddivisa in 12 sottofamiglie, il genere Avena  fa parte della sottofamiglia Pooideae, tribù Poeae, sottotribù Aveninae.

### Filogenesi
La sottotribù Aveninae fa parte della tribù Poeae Dumort., 1824 e quindi della supertribù Poodae L. Liu, 1980. All'interno della tribù, la sottotribù Aveninae appartiene al gruppo con le sequenze dei plastidi di tipo "Poeae" (definito "Poeae chloroplast groups 1" o anche "Plastid Group 1 (Poeae-type)").
All'interno delle Aveninae si individuano due subcladi. Avena si trova nel primo clade insieme ai generi Arrhenatherum e Helictotrichon. Le specie di Avena formano una serie complessa di poliploidi. La specie di questa voce fa parte della sezione Agraria, contenente tutte specie esaploidi. Un recente studio del gene 3-fosfoglicerato chinasi un enzima del plastidio nucleare (chiamato Pgk1) su 14 diplodi, 8 tetraploidi e 4 esaploidi del genere Avena ha evidenziato tre genomi principali (A - C - D) e diversi sottocladi, assegnando alla specie di questa voce il genoma A (diploide); ulteriormente assegnato al sottotipo As caratterizzato da spighette relativamente strette.
Le seguenti sono sinapomorfie relative a tutta la sottofamiglie (Pooideae):
- la fillotassi dell'inflorescenza inizialmente è a due livelli;
- le spighette sono compresse lateralmente;
- i margini embrionali della foglia non si sovrappongono;
- l'embrione è privo della fessura scutellare.

Per il genere Avena è stata individuata la seguente sinapomorfia: l'ilo è lineare.
Il numero cromosomico di A. strigosa è: 2n = 14 e 28

### Sinonimi
Questa entità ha avuto nel tempo diverse nomenclature. L'elenco seguente indica alcuni tra i sinonimi più frequenti:
- Avena agraria Brot.
- Avena alta  Cav. ex Roem. & Schult.
- Avena arduensis  Lej. ex Steud.
- Avena cavanillesii  Roem. & Schult.
- Avena fusca  Ard.
- Avena glabrescens  (Marquand) Herter
- Avena hispanica  Roem. & Schult.
- Avena hispanica  Ard.
- Avena nervosa  Lam.
- Avena strigosa var. hispanica  (Ard.) B.Bock
- Danthonia strigosa  (Schreb.) P.Beauv.
- Preissia strigosa  (Schreb.) Opiz